# Venceremos (organisatie)
¡Venceremos! was een Nederlandse vereniging voor solidariteit met Cuba en de Cubaanse Revolutie, opgericht in 1973. Ook waren zij de uitgever van Cuba Libre (later Cuba Magazine), haar officiële voorlichtingsorgaan. Ze zijn blijven bestaan tot begin jaren negentig. 

## Sympathie voor de Cubaanse Zaak
In 1968 werd Het Comité van solidariteit met Cuba opgericht, door een groep kunstenaars, schrijvers en intellectuelen, die dat jaar naar het culturele congres in Havana waren geweest. Hieraan namen bekende Nederlanders deel, zoals de voorzitter van het Comité Harry Mulisch.
De Cubaanse Revolutie was een radicale ingreep in de machtsverhoudingen van de Koude Oorlog, en ook in Nederland was er veel betrokkenheid. 
Verschillende aspecten van de revolutie hadden aantrekkingskracht op Nederlandse intellectuelen. De dood van Che Guevara op 8 oktober 1967 heeft op veel jongeren in de wereld grote indruk gemaakt en de belangstelling voor Latijns-Amerikaanse bevrijdingsbewegingen gewekt. De helden van de revolutie, El Ché en Fidel Castro, spraken tot de verbeelding van veel jongeren. Hun uitspraken en handelingen verkregen grote populariteit. De Cubaanse Revolutie werd, juist vanwege Che en Castro, geromantiseerd. “Fidel heeft tenslotte de revolutie uitgevonden. Hij heeft het gemaakt, hij is de vader des vaderlands", aldus Mulisch.
De Nederlandse solidariteit met Cuba kwam ook voort uit de weerstand van jongeren tegen hun eigen samenleving. Ze waren zeer kritisch tegen de maatschappelijke orde in hun eigen maatschappij, het beleid van de Verenigde Staten en het NAVO bondgenootschap.
Jongeren vonden het rechtvaardig dat een land als Cuba zich daaraan probeerde te ontworstelen. Om de Cubaanse ontworsteling tegen te werken legde de VS Cuba onrechtvaardige sancties op. Cuba trok de aandacht van velen, omdat het zich keerde tegen het kapitalisme. Het land was een voorbeeld voor de derde wereld, dat het ernaar streefde een einde te maken aan het neokolonialisme en de invloedssfeer van het kapitalistische westen.

## Meningsverschillen binnen de solidariteitsbeweging
Maar er kwam ook kritiek op het beleid van Fidel Castro, met name door het rapport van Amnesty International over politieke gevangenen. Er ontstond binnen de vereniging een discussie over hoe men de gebeurtenissen in Cuba moest presenteren in Nederland. Aan de ene kant waren er mensen die de gebeurtenissen kritisch wilden benaderen en aan de andere ware er die geen kritiek op het regime in Cuba dulden. Hoewel vooral in het begin van de jaren 80 Venceremos veel steun kreeg brokkelde dit eind jaren 80 af en stopte het magazine door gebrek aan redactieleden. 
Hoewel veel intellectuelen afhaakten, is Harry Mulisch altijd solidair gebleven met de Cubaanse zaak. In 1996 zei hij; “Kijk, je bent solidair of niet. Ik ben geen spijtoptant".

## Cuba Libre
Het officiële voorlichtingsorgaan van de vereniging stelde zich ten doele goed gedocumenteerde informatie te geven over de ontwikkelingen binnen de Cubaanse Revolutie en de Cubaanse rol in de wereldpolitiek. Bovendien achtte het zich haar doel om eventuele onjuiste informatie over Cuba die door de Nederlandse massamedia werden verspreid te corrigeren. Cuba Libre verscheen vanaf 1974 6 maal per jaar maar later tweemaandelijks.
Na een korte onderbreking werd in 1992 het nieuwe kwartaalmagazine "Cuba Magazine" uitgebracht omdat "het hard nodig is daar onze Cubaanse vrienden voor de grote opgave staan door de huidige crisis heen te komen die mede veroorzaakt is door het wegvallen van de steun van de Sovjet-Unie" aldus voorzitter Willem van Driel in die uitgave.
Het lidmaatschap van het Cuba Magazine kostte 17,50 gulden. Voor leden van Venceremos was het magazine gratis, het lidmaatschap kostte 25,- gulden.
Periodieke uitgaven van Venceremos (buiten Cuba Libre en Cuba Magazine)
Cuba-reeks:
deel 1. Onderwijs en kinderkultuur
deel 2. Gezondheidszorg
deel 3. Cubaanse vrouwen aan het woord
deel 4. Poder Popular - de macht aan het volk (een uitgave van Venceremos Utrecht, vriendschapsvereniging Cuba-Nederland en De FZW-vrienden van Cuba, vriendschapsvereniging Cuba-België in Brussel)
Cuba dokument:
1. De CIA en Cuba
2. De geschiedenis zal mij vrijspreken
3. VENCEREMOS. over de vereniging
4. Zonder ontwikkeling zal er geen vrede zijn. Rede Fidel Castro voor VN 1979. Uitgave: Venceremos, mei 1980.
5. Wat het volk moet weten. Over de objektieve en subjektieve problemen van de revolutie; interview met Humbero Pérez.
Andere uitgaven/activiteiten van Venceremos
Brigadeverslagen:
- Verslag Jose Marti Brigade (de 15de uit Nederland), 04.09. - 10.10.1989. Uitgave van Venceremos, 106 paginas, 2023 gearchiveerd bij TEA Tagebuch- und Erinnerungsarchiv Berlin e.V.
- Cuba-Tagebuch einer Brigadistin, 16. Brigade "José Martí" aus Nederland, 08.09. - 13.10.1990. In 2022 gearchiveerd bij TEA Tagebuch- und Erinnerungsarchiv Berlin e.V. 
Distributie van Cubaanse platen en cassetes:
- Platen van La Nueva Trova: Silvio Rodriguez & AfroCuba, Pablo Milanes (en o.a. Mercedes Sosa), Pablo Milanes & Luis Peňa, Noel Nicola, Santiago Feliu, Pedro Luis Ferrer, Grupo Moncada, Mayohuacán, Carlos Puebla, Los Jovenes (div. jonge artiesten), Barbara Dane & Pablo Menendez (samenwerking V.S. - Cuba), José Antonio Mendez, Festival de La Nueva Trova (life).
- Son-, Salsa- en Jazzplaten: Irakere, Los Van Van, Adalberto Alvarez y su Son, Son 14, Rumbavana, Grupo Proyecto, Grupo Sierra Maestra, Aragon, Carlos Puebla e.d. 
- Cassetes van Irakere, Grupo Moncada, Los Van Van, Sara Gonzales, Grupo Nuestra America, Amaury Parez.
WL/it/50005500 - Venceremos/Faillissement (brief van 9 maart 1994, o.a. van W. M. Langedijk, curator):
"(...) Hierbij deel ik U mee dat bij vonnis van de Arronissementsrechtbank te Utrecht d.d  16 februari 1994 het faillissement werd uitgesproken van de vereniging met volledige rechtsbevoegdheid Venceremos. (...)" 
O.a. trad de Stichting Cuba Sí uit Amsterdam min of meer in de voetstappen van Venceremos & zette in haar publicatie "Cuba Infokrant" het solidariteitswerk voort.   